# 冯友松
冯友松（1924年10月—2020年7月25日），男，河北宁晋人，中国水利工程专家，中国共产党党员，第八届全国人大代表。

## 生平
1924年，出生于河北省宁晋县。
13岁时，考入保定育德中学，因七七事变的发生，保定沦为战区，转入离家较近的赵县十五中学学习。
1937年下半年，因战争原因辗转到过郑州、开封、西安等地，最后逃至甘肃省泾川平凉县平凉中学继续学习。1939年，在河北省中学学习。
1945年，高中毕业并考入位于重庆的南京中央大学土木水利系。1946年，随着南京中央大学由重庆迁回南京。
1949年8月，大学毕业后赴东北地区支援建设，进驻东北水利总局负责防洪方面。1949年冬季至1951年，先后负责完成了海水工程、防洪工程、治沙工程。参加并领导编制了辽河流域规划。期间先后任技术员、助理工程师、工程师、总工室主任，辽宁省水电局副总工程师、副局长，水利部松辽委员会副主任。
1960年代，领导并完成了开发“南大荒（盘锦地区）”的计划，使300万亩滨海盐碱湿地变成了水稻良田。
1970年代，作为项目总负责人参与辽宁省治涝工程。经过一系列的规划措施改造后，辽宁省种植水稻面积由解放初期的几十万亩，发展到1000多万亩。为促进辽宁的粮食副食自给做出了卓越贡献。
文化大革命期间被打成资产阶级学术权威而关进五七干校，接受劳动改造、其留存的工程资料，笔记等皆被收缴销毁。
1983年，任第六届辽宁省人大常委会副主任。1988年，任第七届辽宁省人大常委会副主任。1993年，任第八届辽宁省人大常委会副主任，第八届全国人大代表，并兼任中国科学院生态研究所研究员、辽宁省科学技术协会第四届委员会副主席、中国水利学会环境水利研究会副会长、辽宁省水利学会常务理事等职位。1998年5月，离休。2006年7月，加入中国共产党。
2020年7月22日，在沈阳因病逝世，享年95岁。